# Fabrizio Luna
Fabrizio Luna est un humaniste italien, auteur du premier dictionnaire italien.

## Biographie
Fabrizio Luna naît vers la fin du XVe siècle, à Naples. Mongitore le croyait de Palerme, et lui a consacré par ce motif un article dans la Biblioth. Sicula, t. 1, p. 192 ; mais Luna dit lui-même, dans son Vocabulario, au mot Partenope, ancien nom de Naples, que cette ville est sa chère patrie. Disciple de Pietro Gravina et de Pietro Summonte, deux habiles humanistes, il consacre toute sa vie à la culture des lettres, et meurt en 1559.

## Œuvres
Outre un recueil de vers latins : Sylvæ, elegiæ et carmina, Naples, 1534 , in-8°, on a de lui : Vocabulario di cinque mila vocabuli toschi non men oscuri che utili e necessari, etc., ibid., 1536, in-4° de 120 feuilles. L’auteur a inséré dans ce Dictionnaire un assez grand nombre de pièces de vers, tant de lui que d’autres poètes contemporains, tels que Luigi Tansillo, Dragonetto Bonifacio, etc. ; et, suivant Apostolo Zeno, c’est ce qui rend aujourd’hui son ouvrage précieux et le fait rechercher des amateurs (voy. la Bibl. dell’eloquenza de Fontanini, t. 2, p. 62).